# Remember the Titans
Remember the Titans is een Amerikaanse dramafilm uit 2000 met in de hoofdrol Denzel Washington als coach Herman Boone. De film is geregisseerd door Boaz Yakin en geproduceerd door Jerry Bruckheimer voor Walt Disney Pictures. Remember the Titans speelt zich af in de jaren zeventig van de 20e eeuw en gaat over raciale spanningen in een Amerikaans football team, na een fusie tussen een witte en zwarte school.
De soundtrack maakt gebruik van populaire liedjes uit de jaren zeventig, zoals Na Na Hey Hey Kiss Him Goodbye (Steam), Ain't No Mountain High Enough ( Marvin Gaye & Tammi Terrell), I Want to Take You Higher (Ike & Tina Turner), Fire and Rain (James Taylor) en Venus (Shocking Blue).

## Rolverdeling
| Acteur            | Personage              |
| ----------------- | ---------------------- |
| Denzel Washington | Herman Boone           |
| Will Patton       | Bill Yoast             |
| Donald Faison     | Petey Jones            |
| Wood Harris       | Julius Campbell        |
| Ryan Hurst        | Gerry Bertier          |
| Ethan Suplee      | Louie Lastik           |
| Nicole Ari Parker | Carol Boone            |
| Hayden Panettiere | Sheryl Yoast           |
| Kip Pardue        | Ronnie "Sunshine" Bass |
| Craig Kirkwood    | Jerry "Rev" Harris     |
| Kate Bosworth     | Emma Hoyt              |
| Ryan Gosling      | Alan Bosley            |
| Burgess Jenkins   | Ray Budds              |
| Earl C. Poitier   | Darryl "Blue" Stanton  |
| Neal Ghant        | Frankie Glascoe        |